# Isofotón

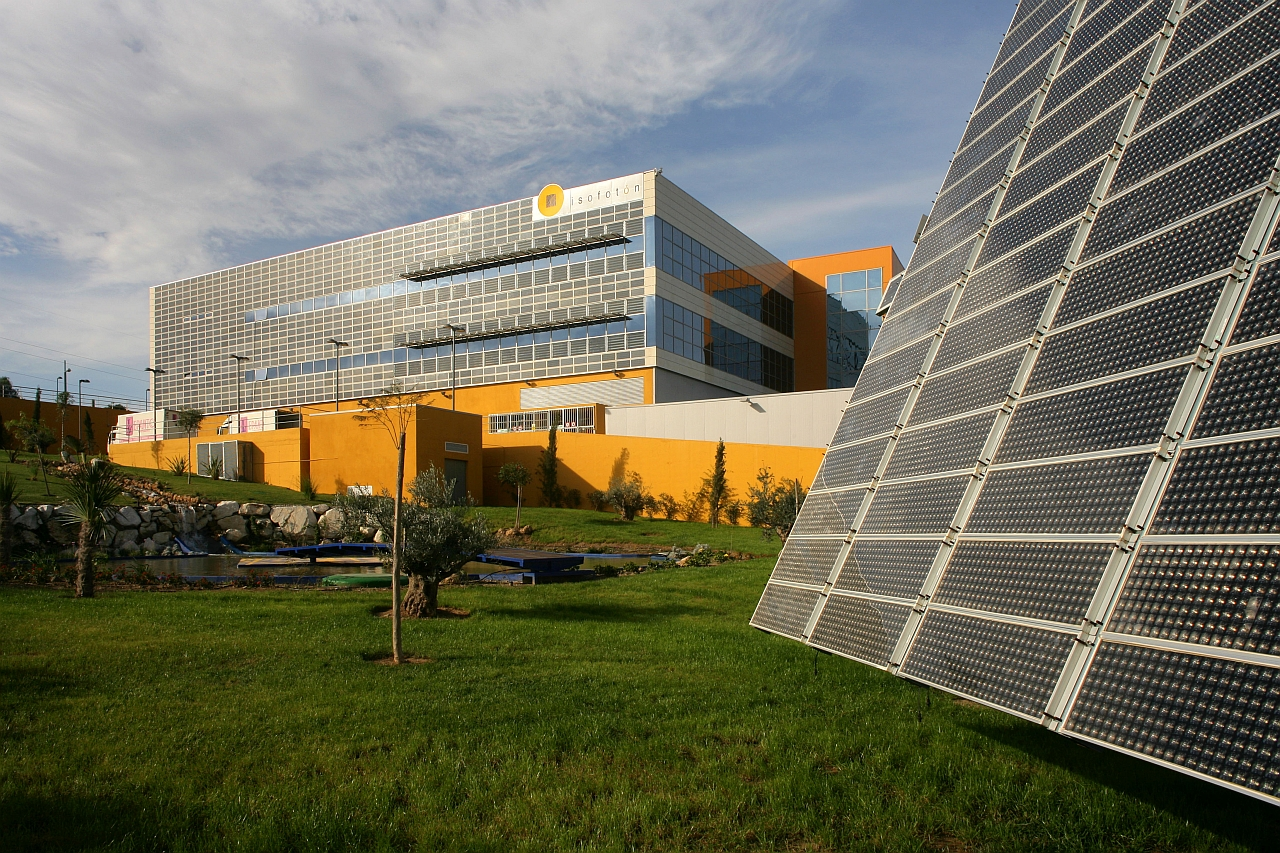
Isofotón

Isofotón war der größte spanische Produzent von Solarzellen und -modulen und ein international agierendes Unternehmen mit rund 770 Mitarbeitern, das zu den Pionieren der Solarbranche gehörte. Das Unternehmen mit Sitz in Madrid deckte dabei die vollständige Wertschöpfungskette in den Bereichen Photovoltaik und Solarthermie ab. 

## Geschichte
Isofotón wurde 1981 als Spin-off eines universitären Projektes von Antonio Luque López, dem Leiter des Institutes für Solarenergie der Universität Madrid, gegründet. Er gilt als Pionier der Solarindustrie und beschäftigte sich mit der industriellen Fertigung von Solarzellen. 1986 lief das erste Modul vom Band und die erste Anlage wurde an das Netz angeschlossen. Das Unternehmen war an der Forschung und Entwicklung von noch heute angewandten Grundlagen für die Solarindustrie beteiligt. 2006 nahm Juan Carlos I., der spanische König, die Produktion von Isofotón in Málaga als eine der am höchsten automatisierten Fabriken in Betrieb. Das Unternehmen vertreibt seine Produkte in mehr als 60 Länder und unterhält weltweit Niederlassungen. 2010 betrug die Exportrate von Isofotón mehr als 90 Prozent. Zu den Hauptabsatzmärkten gehören Italien und Deutschland. Seit Juni 2010 hat Isofotón mit dem Konsortium Affirma-Toptec einen neuen Eigentümer.
Anfang Februar 2013 wurde von einer Gruppe von Zulieferern, Mitarbeitern und Ex-Mitarbeitern ein Zwangsantrag auf Konkursauflösung gestellt. Es wird dem Unternehmen nicht nur vorgeworfen, dass es mit seinen Zahlungen längere Zeit im Verzug ist, sondern auch, dass Aktiva an den Mutterkonzern Affirma und asiatische Unternehmensfilialen verschoben und somit dem Gläubigerzugriff entzogen worden seien. Wenige Tage zuvor hatte das Unternehmen bereits die Entlassung von 380 Angestellten in Malaga angekündigt.

## Technologien und Produkte
Isofotón ist Hersteller von Photovoltaikzellen und -modulen auf monokristalliner Basis. Seit 2010 gehören auch HCPV-Module zum Produktportfolio. Isofotón leistete Pionierarbeit in der Forschung und Entwicklung in der Konzentratortechnologie von Photovoltaikmodulen und bietet individuelle Lösungen der architektonischen Integration von Solarmodulen. 

## Engagement
Isofotón unterstützt das Erreichen der UN-Millenniumsziele (Millennium Development Goals), die im Jahr 2000 für 2015 fixiert wurden und unter anderem das Ziel der ökologischen Nachhaltigkeit enthalten. 2002 unterzeichnete Isofotón den von UN-Generalsekretär Kofi Annan 1999 initiierten Globalen Pakt der Vereinten Nationen (Global Compact). Dieser Pakt wurde zwischen UNO und Wirtschaftsunternehmen geschlossen, um die Globalisierung sozialer und ökologischer zu gestalten. Das Unternehmen setzte sich außerdem für die Gründung der Alliance for Rural Electrification (ARE) ein, eine Vereinigung, die die nachhaltige Entwicklung von ländlichen Gebieten ohne Zugang zu Stromnetzen unterstützt, indem erneuerbare Energie eingesetzt wird. Isofotón selbst hat zahlreiche Projekte dazu in Afrika und Südamerika umgesetzt. Das Umweltmanagement von Isofotón wurde durch EMAS, das Gemeinschaftssystem für Umweltmanagement und Betriebsprüfung der Europäischen Union (EU Eco-Management and Audit Scheme), geprüft und zertifiziert. Isofotón ist Gründungsmitglied des PV Cycle. Die Mitglieder des PV Cycle verpflichten sich der Nachhaltigkeit durch Rücknahme- und Recyclingprogramme für Module. Darüber hinaus hat Isofotón die Vize-Präsidentschaft des CPV Consortium, welches sich für die Verbreitung der Konzentratortechnologie einsetzt, inne.